# Начальник Генерального штабу Збройних сил України
Начальник Генерального штабу Збройних Сил України — воєначальник, керівник Генерального штабу Збройних Сил України, якого призначає Верховний Головнокомандувач ЗСУ — Президент України. Чинним Начальником Генерального штабу Збройних сил України є генерал-майор Гнатов Андрій Вікторович.
Загалом, визначає вимоги до сил оборони та їхні потреби в ресурсах, здійснює стратегічне планування, технічне оснащення тощо. Натомість завдання Міністерства оборони України — ресурсне забезпечення ЗСУ та визначення оборонної політики; Головнокомандувача ЗСУ — організація підготовки сил оборони до застосування та безпосереднє військове керівництво під час бойових дій.

## Історія
Посада була запроваджена під час реорганізації Київського військового округу СРСР після того, як його командувач, генерал-полковник Віктор Чечеватов, відмовився складати присягу на вірність народу України.

## Законодавчий статус
Начальником Генерального штабу Збройних сил України є воєначальник, якого призначає на посаду і звільняє з посади Президент України — Верховний Головнокомандувач Збройних Сил України, за поданням Міністра оборони України, згідно з пунктом 9. Положення «Про Генеральний штаб Збройних Сил України». До березня 2020 року Начальник Генерального штабу за посадою був Головнокомандувачем ЗСУ, згідно зі статтею 8 Закону України «Про Збройні Сили України».

### Посадові обов'язки
Начальник Генерального штабу Збройних сил України:
- бере участь у реалізації державної політики у сфері оборони держави та військового будівництва;
- здійснює оперативне керівництво Збройними силами, а також організовує стратегічне розгортання і застосування Збройних сил, з'єднань і військових частин інших військових формувань, їхніх органів управління, переданих у підпорядкування відповідним органам військового управління Збройних сил;
- спрямовує і контролює здійснення заходів щодо підтримання військ (сил) Збройних сил у постійній бойовій та мобілізаційній готовності, комплектування їх особовим складом, проведення призову, прийняття громадян на військову службу, визначення потреб і ресурсів, необхідних для виконання покладених на Збройні сили завдань;
- здійснює керівництво через органи військового управління військами (силами) Збройних сил, які беруть участь у реалізації заходів правового режиму воєнного стану, а також військовими частинами Збройних сил, залученими до робіт у разі введення надзвичайного стану відповідно до вимог законодавства;
- визначає систему управління Збройними силами та іншими військовими формуваннями і контролює її функціонування;
- визначає організацію, повноваження і порядок діяльності структурних підрозділів Генерального штабу;
- організовує розроблення проєктів нормативно-правових актів з питань оборони та подає їх в установленому порядку через Міністра оборони України;
- присвоює в установленому порядку військові звання військовослужбовцям та вносить подання про присвоєння вищих військових звань;
- призначає на посади та звільняє з посад згідно із законодавством працівників Збройних сил у Генеральному штабі, формує і затверджує кадровий резерв державних службовців та в установленому порядку присвоює зазначеним працівникам відповідні ранги державних службовців, організовує підготовку, перепідготовку та підвищення їхньої кваліфікації; видає накази по особовому складу з питань проходження державної служби;
- порушує в установленому порядку питання про відзначення державними нагородами та відзнаками Міноборони військовослужбовців, а також працівників Збройних сил у Генеральному штабі;
- організовує взаємодію структурних підрозділів Генерального штабу з Міноборони;
- здійснює інші повноваження відповідно до законів та інших нормативно-правових актів.

## Перелік керівників
| #                                                                            | Голова                                                                    | Фото                                                                      | Термін                                                                    | Служба за президентства                                                   | Прим.                                                                     |
| Начальник Головного штабу ЗСУ — перший заступник Міністра оборони України    | Начальник Головного штабу ЗСУ — перший заступник Міністра оборони України | Начальник Головного штабу ЗСУ — перший заступник Міністра оборони України | Начальник Головного штабу ЗСУ — перший заступник Міністра оборони України | Начальник Головного штабу ЗСУ — перший заступник Міністра оборони України | Начальник Головного штабу ЗСУ — перший заступник Міністра оборони України |
| ---------------------------------------------------------------------------- | ------------------------------------------------------------------------- | ------------------------------------------------------------------------- | ------------------------------------------------------------------------- | ------------------------------------------------------------------------- | ------------------------------------------------------------------------- |
| —                                                                            | генерал-лейтенант Георгій Живиця (в.о.) (1 липня 1937 — 26 грудня 2015)   |                                                                           | 23 грудня 1991 — 4 червня 1992                                            | Кравчук Леонід Макарович                                                  |                                                                           |
| 1                                                                            | генерал-лейтенант Василь Собков (20 жовтня 1944 — 1 квітня 2020)          |                                                                           | 4 червня 1992 — 25 вересня 1992                                           | Кравчук Леонід Макарович                                                  |                                                                           |
| —                                                                            | генерал-лейтенант Іван Біжан (в.о.) (нар. 25 грудня 1941)                 |                                                                           | 25 вересня 1992 — 24 березня 1993                                         | Кравчук Леонід Макарович                                                  |                                                                           |
| 2                                                                            | генерал-полковник Анатолій Лопата (нар. 23 березня 1940)                  |                                                                           | 24 березня 1993 — 10 лютого 1996                                          | Кравчук Леонід Макарович Кучма Леонід Данилович                           |                                                                           |
| Начальник Генерального штабу ЗСУ — перший заступник Міністра оборони України |                                                                           |                                                                           |                                                                           |                                                                           |                                                                           |
| 3                                                                            | генерал-лейтенант Олександр Затинайко (нар. 30 січня 1949)                |                                                                           | 12 березня 1996 — 30 вересня 1998                                         | Кучма Леонід Данилович                                                    |                                                                           |
| 4                                                                            | генерал-полковник Володимир Шкідченко (нар. 1 січня 1948)                 |                                                                           | 30 вересня 1998 — 13 листопада 2001                                       | Кучма Леонід Данилович                                                    |                                                                           |
| —                                                                            | генерал-лейтенант Микола Пальчук (т.в.о.)                                 |                                                                           | 13 листопада 2001 — 27 листопада 2001                                     | Кучма Леонід Данилович                                                    |                                                                           |
| 5                                                                            | генерал-полковник Петро Шуляк (нар. 29 березня 1945)                      |                                                                           | 27 листопада 2001 — 8 лютого 2002                                         | Кучма Леонід Данилович                                                    |                                                                           |
| Начальник Генерального штабу ЗСУ                                             |                                                                           |                                                                           |                                                                           |                                                                           |                                                                           |
| 6                                                                            | генерал-полковник Петро Шуляк (нар. 29 березня 1945)                      |                                                                           | 8 лютого 2002 — 28 липня 2002                                             | Кучма Леонід Данилович                                                    |                                                                           |
| 7                                                                            | генерал-полковник Олександр Затинайко (нар. 30 січня 1949)                |                                                                           | 13 серпня 2002 — 3 червня 2004                                            | Кучма Леонід Данилович                                                    |                                                                           |
| 8                                                                            | генерал-лейтенант Сергій Кириченко (нар. 4 травня 1952)                   |                                                                           | 19 липня 2004 — 16 червня 2005                                            | Кучма Леонід Данилович Ющенко Віктор Андрійович                           |                                                                           |
| Начальник Генерального штабу ЗСУ — Головнокомандувач Збройних Сил України    |                                                                           |                                                                           |                                                                           |                                                                           |                                                                           |
| 8                                                                            | генерал-полковник Сергій Кириченко (нар. 4 травня 1952)                   |                                                                           | 16 червня 2005 — 18 листопада 2009                                        | Ющенко Віктор Андрійович                                                  |                                                                           |
| 9                                                                            | генерал-полковник Іван Свида (нар. 15 лютого 1950)                        |                                                                           | 18 листопада 2009 — 31 травня 2010                                        | Ющенко Віктор Андрійович Янукович Віктор Федорович                        |                                                                           |
| 10                                                                           | генерал-лейтенант Григорій Педченко (3 січня 1955 — 13 грудня 2018)       |                                                                           | 31 травня 2010 — 18 лютого 2012                                           | Янукович Віктор Федорович                                                 |                                                                           |
| 11                                                                           | генерал-лейтенант Володимир Замана (нар. 3 грудня 1959)                   |                                                                           | 18 лютого 2012 — 19 лютого 2014                                           | Янукович Віктор Федорович                                                 |                                                                           |
| 12                                                                           | адмірал Юрій Ільїн (нар. 21 серпня 1962)                                  |                                                                           | 19 лютого 2014 — 28 лютого 2014                                           | Турчинов Олександр Валентинович (в.о.)                                    |                                                                           |
| 13                                                                           | генерал-лейтенант Михайло Куцин (нар. 15 серпня 1957)                     |                                                                           | 28 лютого 2014 — 3 липня 2014                                             | Турчинов Олександр Валентинович (в.о.)                                    |                                                                           |
| 14                                                                           | генерал-лейтенант Віктор Муженко (нар. 10 жовтня 1961)                    |                                                                           | 3 липня 2014 — 21 травня 2019                                             | Турчинов Олександр Валентинович (в.о.) Порошенко Петро Олексійович        |                                                                           |
| 15                                                                           | генерал-лейтенант Руслан Хомчак (нар. 5 червня 1967)                      |                                                                           | 21 травня 2019 – 27 березня 2020                                          | Зеленський Володимир Олександрович                                        | Призначений без подання міністра оборони                                  |
| Начальник Генерального штабу ЗСУ                                             |                                                                           |                                                                           |                                                                           |                                                                           |                                                                           |
| 16                                                                           | генерал-лейтенант Сергій Корнійчук (нар. 12 вересня 1965)                 |                                                                           | 27 березня 2020 – 28 липня 2021                                           | Зеленський Володимир Олександрович                                        |                                                                           |
| 17                                                                           | генерал-майор Сергій Шаптала (нар. 5 лютого 1973)                         |                                                                           | 28 липня 2021 – 9 лютого 2024                                             | Зеленський Володимир Олександрович                                        |                                                                           |
| 18                                                                           | генерал-майор Анатолій Баргилевич (нар. 8 квітня 1969)                    |                                                                           | 9 лютого 2024 – 16 березня 2025                                           | Зеленський Володимир Олександрович                                        |                                                                           |
| 19                                                                           | генерал-майор Андрій Гнатов                                               |                                                                           | 16 березня 2025 – т. ч.                                                   | Зеленський Володимир Олександрович                                        |                                                                           |